# Tempio di Diana (Nîmes)
Il tempio di Diana è un monumento romano di Nîmes (Nemausus) nel dipartimento francese del Gard.
Si trova nell'area di un santuario incentrato intorno ad un ninfeo dedicato ad Augusto ed è accessibile oggi dai Jardins de la Fontaine, parco pubblico che comprende anche la Tour Magne.

## Storia

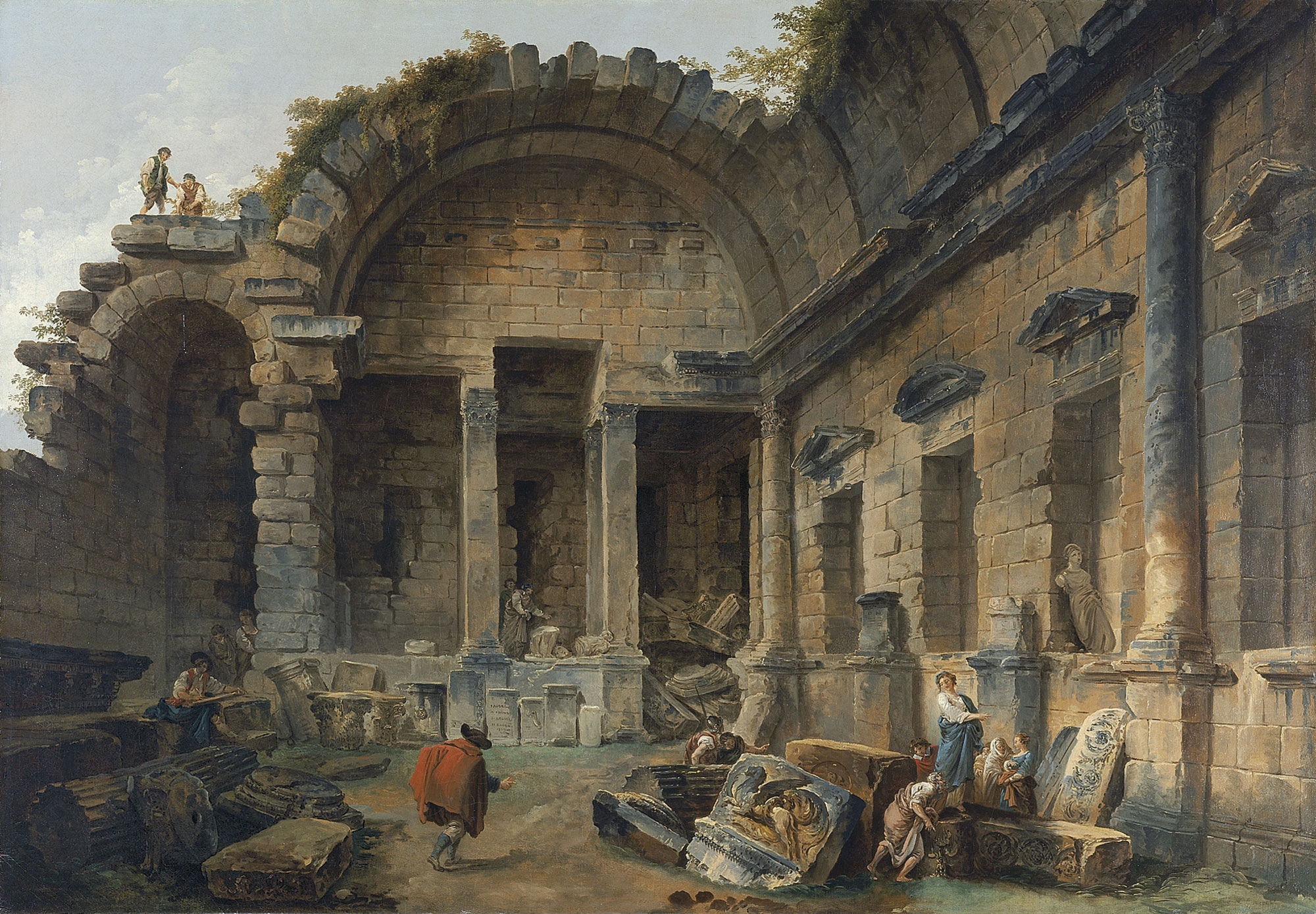
Dipinto del "tempio di Diana" nel 1786 di Hubert Robert

L'originaria funzione dell'edificio, a pianta basilicale, è discussa. Si trattava forse di una biblioteca ed è datato all'epoca augustea, sebbene la facciata sia stata rimaneggiata nel corso del II secolo.
In epoca medievale ospitò un monastero, che ne assicurò la conservazione. Nel XVIII secolo ispirò pittori del Romanticismo, in particolare Hubert Robert. Fu classificato monumento storico nel 1840.

## Descrizione

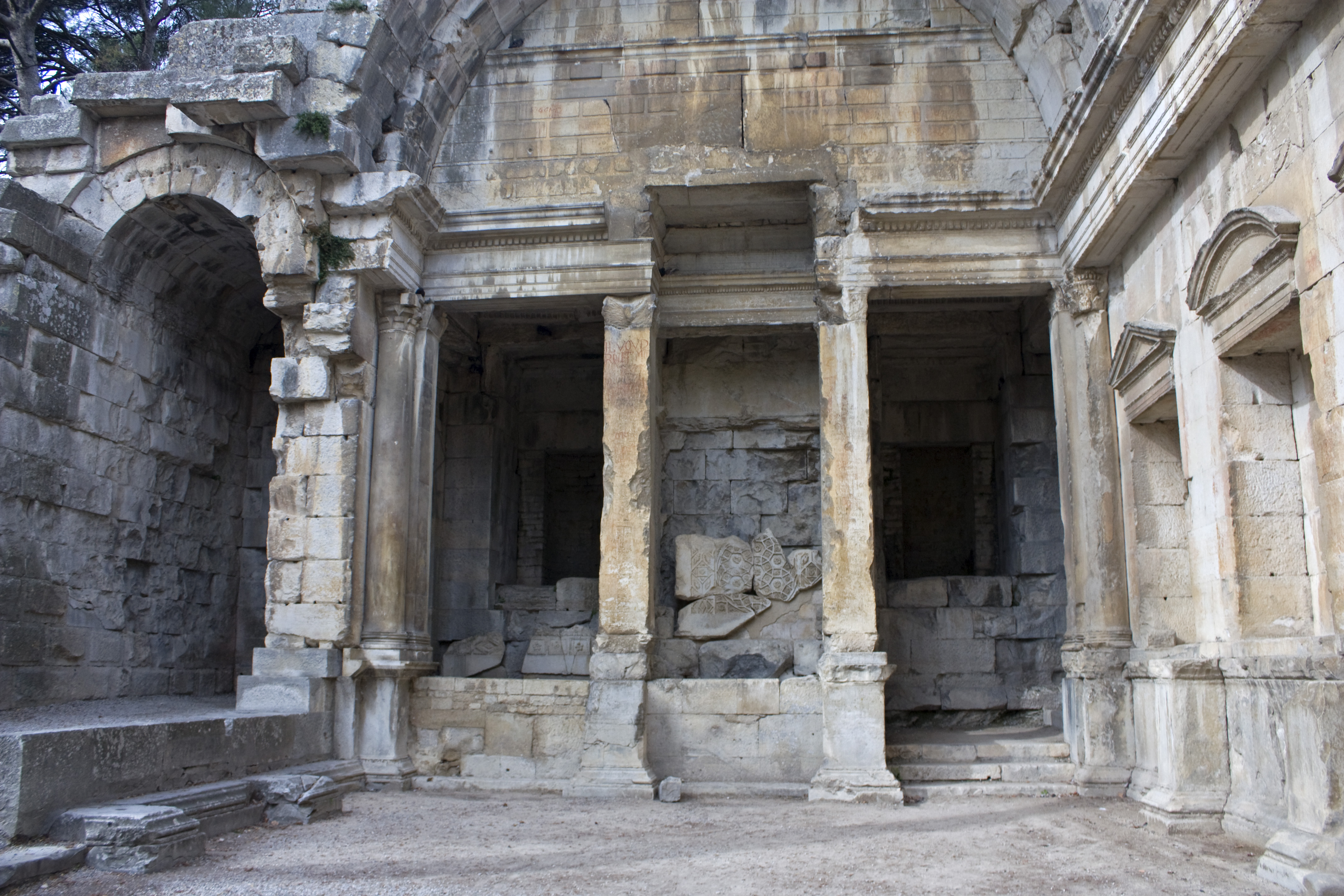
Interno del "tempio di Diana" a Nîmes,

L'edificio è in parte scavato sul fianco del monte Cavalier ed era originariamente circondato da altri ambienti. Restano oggi una sala coperta con volta a botte e affiancata da due corpi scala che permettevano di accedere al piano superiore (forse solo una terrazza). La sala misura 14,52 x 9,55 m.
Sulla facciata si aprono una porta di ingresso tra due porte laterali, prive di qualsiasi chiusura, e, al livello superiore un'ampia finestra. 
All'interno sul muro nord sono conservate cinque nicchie a pianta rettangolare, sormontate da frontoni alternativamente triangolari e semicircolari, inquadrate da un ordine di colonne addossato a parete, con capitelli compositi.
Sul lato di fondo sono presenti altre tre nicchie più profonde di quelle laterali e dotate di soffitti voltati decorati da cassettoni.
Il pavimento era in opus sectile di lastre di marmo colorato, visto negli scavi del 1745, delle quali rimangono solo le impronte sullo strato di preparazione.